# Клевета
Клеветата е разпространението на невярна информация, злепоставяща честта, достойнството или доброто име на някого, с цел да се накърни репутацията му в обществото.
Ако деецът докаже пред съда истинността на разгласените обстоятелства или на приписаните престъпления, то той се освобождава от наказателна отговорност.